# 妖怪醫生
《妖怪醫生》（日语：妖怪のお医者さん）是在《週刊少年Magazine》連載的佐藤友生的漫畫作品。2006年以刊載短篇作品，從2007年開始連載。於《週刊少年Magazine》2008年35號結束連載，續篇於《Magazine Special》連載。

## 故事簡介
外表樸素的高中生護國寺黑郎，在學校被認為是個怪人，而實際上他是治療妖怪的妖怪醫生。意外知道他秘密的春日琴子不但成為他的朋友，還自願當他的助手，一起幫助妖怪。在幫助醫治妖怪的過程中也增加了許多朋友跟夥伴，黑郎與夥伴們也不斷打破妖怪與人類之間的障礙，但同時也有不認同黑郎作法的妖怪或人類，想除掉黑郎等人。這是關於妖怪與人類之間的羈絆的冒險故事。

## 登場角色

### 主要人物
護國寺黑郎
主角。表面上是個奇怪的高中生，私底下卻是妖怪的醫生。親生父母因為拿走濕女的蛋被殺，當時濕女把母體內的胎兒放入自己體內孕育，而濕女就是黑郎的養母。因為得到濕女的血，雖然是人類卻也有妖怪的力量，而且非常的強（被稱作「鬼」的力量），可是一旦失控就很可怕（已經被懷疑他真的算是人類嗎？）。因此被不少妖怪畏懼，稱他為非妖非人的存在，甚至視為危險人物並想除掉他。住家是山中的洞穴，與山中的動物們同住。有點色（對胸部很有興趣）且極端天真，但非常重視朋友，總是會不顧一切的守護人類和妖怪。夢想是希望自己能成為妖怪與人類的橋樑，並且找到被親生父母帶到人界濕女原本的蛋，被人類撫養長大的妖怪，自己的半身兄弟。懸賞金670萬骷髏。擁有五行的所有屬性（有著成為「荒之王」的潛能）。過去遭到牛鬼的詛咒，現在被牛鬼想要殺戮的詛咒侵蝕著，不過有琴子等人幫忙抑制。
春日琴子
女主角。祖父是陰陽師，過去祖先「巫女春日HAYATAKE」與件和白澤一起封印吸血鬼。看的見妖怪。自告奮勇成為黑郎的助手。小時候因為擁有靈感而常被欺負，但是現在已經不害怕妖怪了。雖然很笨拙且有點膽小，但卻是個不會拒絕別人又溫柔體貼的少女。有著容易吸引妖怪的體質，所以非常容易被妖怪盯上而遇到危險，但同時也因此受到很多妖怪歡迎喜愛。這種體質好像跟被妖怪的頭目「滑頭鬼」所發現.....她的過去有關？「妖怪會受到強者的吸引」這是滑頭鬼對自己盯上的目標春日琴子的評語，究竟是........？巨蟹座。五行中擁有「火」和「木」兩個屬性。其實她的真實身分是『濕女的女兒』，體內隱藏強大的力量，但只有楠石的弟弟跟滑頭鬼知道這件事。她也因此被楠石的弟弟盯上，但琴子自己不知道這件事，一直以為自己只是普通的人類。從過去到現在沒有任何妖怪跟人類發現她的真實身分，究竟是什麼原因呢？
阿又
討厭人類的貓又。與黑郎一起來到人間，監督著黑郎。把死者的屍體作為糧食。人的外表是年輕的女性，但是真實的性別不明。教導黑郎與他的朋友（春日琴子，浦上彌生，月島秀人，山野沙多里，天邪鬼，楠石千里）一同變強。五行的屬性是「木」。
小黃瓜
黑郎的伙伴變化妖怪。擅長變成各式各樣的東西，例如手術刀、夾子、妖怪網、胸罩等。主要是變成治療妖怪的醫療器具。喜歡吃黃瓜。
土轉仔
琴子的夥伴妖怪。是居住山中會擾亂人心怕寂寞的妖怪槌轉。遇見小時後的琴子，與她成為朋友，吸收她的悲傷，但卻因此改變的容貌。為了保護被式神反噬的琴子而靈體四散，後被黑郎神奇的力量修復，身體變小，現在住在琴子家。跟琴子一直在一起且感情非常好。
浦上彌生
黑郎的同學。因為想要有朋友而做小偷，因此遇見百目。因為偷東西使幫助她偷東西的百目因此眼睛疲勞，後被黑郎治好。跟百目是很要好的朋友。為了能跟百目在一起，現在不偷東西，改成偷網球的技術。與百目搭檔的偷竊技術高明，在戰鬥上很有用。活潑又相當有勇氣，在學校內相當受歡迎的女孩子。喜歡黑郎，甚至跟他告白，雖然暫時沒有明確的回答。B型，雙子座。五行的屬性是「木」。
百目
彌生的夥伴妖怪。正體是百百目鬼。原本是勸人不要偷東西的妖怪，卻反而幫助彌生偷東西。因此生病，後來被黑郎治好。在黑郎的幫助下，現在跟彌生不偷東西，只偷網球的技術。跟彌生感情非常好，聽到彌生對黑郎告白時大受打擊，並且看見彌生對黑郎發動戀愛進攻也會因為打擊而石化等等。
楠石千里
戴著眼罩的青年，眼罩裡的右眼是千里眼（淨天眼），是可以清楚看到千里以外的鬼的眼睛。妖界專門的盜賊，偷竊妖界寶物賣給有錢的收藏家賺錢。與弟弟居住的地方是與妖界混淆在一起的人界某處。過去因為意外自己被奪走右眼和雙手，弟弟則被奪走意識，目標是要得到能使他弟弟醒來的藥。而楠石真正的意思是藥師。完全沒有靈力。靠妖界的寶物而活，是相當神秘的男子。受到白澤的委託，調查人界的變化。懸賞金5萬3千骷髏。後來從妖怪車輪奪回他弟弟的腦使他清醒，可是他的弟弟卻在楠石不知道的情況對黑郎、琴子、滑瓢、貓又出手，原因不明。
月島秀人
黑郎的同學。足球社員。一開始是為了琴子和彌生才和黑郎接近，但是被他的天真和認真吸引，加上黑郎幫助他解決與過去死去而變成幽靈的好友之間的誤會，現在作為朋友願意幫助他。雖然表面輕浮好色且熱血，就像個笨蛋，而且還會惹出麻煩，但其實很純情，體貼女孩子，非常重視朋友，也會為了朋友受到傷害而憤怒，專注力強大，在緊要關頭意外的非常可靠。很喜歡彌生，但沒有說出來。A型，處女座。五行的屬性是「土」。
山野沙多里
黑郎學校的學生。其實是能夠讀取人心的妖怪「覺（SATORI）」。曾因為無法瞭解人心的悲傷而差點死去，在楠石的幫助下發現是自己扼殺了自己的心。現在希望能更瞭解人類的心，個性天然，有著持續的專注力，是個坦率體貼單純的好孩子。對楠石相當感興趣，或者可以說是抱持著好感。五行的屬性是「金」。
天邪鬼
隨著雷落下的受傷妖怪「鬼」的孩子。被黑郎治療，在療養期間被琴子照顧著，之後就喜歡上琴子。是愛鬧彆扭的妖怪，無法控制自己只會說出與自己內心完全相反的話，不管做甚麼都是相反，就連下在他身上的詛咒也會變成相反。很喜歡琴子，特別愛吃琴子製作的蛋包飯，經常粘著琴子，因為愛鬧彆扭的性格給很多人添了不少麻煩，但其實是個好孩子。五行的屬性是「水」。

### 其他人物
亞由美
琴子的朋友。姓氏不明。
聖樹
琴子的堂弟。身體虛弱，因為肺不好而住院。能看見妖怪。
直樹
桐生碧郎
跟黑郎一樣自稱妖怪醫生，但治療方法與黑郎相反。想要使用人類內心的黑暗力量，強制使妖怪變強，將妖怪塑造成人類恐懼的存在。認為黑暗是愈深愈強，是最棒的治病良方。現在盯上黑郎，想讓他成為自己最棒的患者。

### 妖界
件
白澤的同伴，很受四天王尊敬。有著預言能力。與白澤一起策劃對抗即將復活的吸血鬼。
白澤
件的夥伴。妖怪醫生，也是黑郎的師父，教導黑郎成為妖怪醫生。暗中委託楠石調查人界以及吸血鬼。

### 四天王
也稱為四長老。由一群上級且高年齡的妖怪組成，依四神的稱號有學有樣，自命為妖界的統治者。很排斥人類，相當傲慢，只對權力有興趣。
鳳凰
老天狗
犬神
蛇妖

### 妖怪
山童
平時是很老實的妖怪，但是因為吃了人類亂丟的垃圾而殘暴化。五行的屬性是「木」。
濕女
黑郎的養母。為了養育黑郎從海洋移居到陸地，似乎因為無法適應環境而死亡。已活3000年以上。與龍族有關。
二口女
雖然外表如一般的少女，實際上已經120歲。如果有喜歡的人，最後會把那個人吃掉。
豆腐小僧
假扮成人類在豆腐店裡工作。只有一個眼睛。吃了他做的豆腐的人會發霉。五行的屬性是「金」。
煙煙羅
毫無危害的妖怪。把空氣中的有毒氣體全部吸入體內，只為了給聖樹看美麗的星空，但自己也因此重病。五行的屬性是「火」。
小西先生
正體是子泣爺。小西產科的婦產科醫生。
震震
穗村繪衛
正體是座敷童子。與黑郎是青梅竹馬。年齡95歲。跟穗村惠里繪是情侶。
黃瓜
繪衛的伙伴變化妖怪。平時是變成手錶。
百鬼夜行
雪女
居於寒冷外縣市的妖怪，聽說東京正值「就業」冰河期而來，但是東京並不冷。
想和孩子玩而來到城鎮。
白龍
土蜘蛛一族的公主
土蜘蛛一族唯一的女性。喜歡上宿敵鐵鼠一族年輕人。
土蜘蛛一族的兄弟
鬼子母神
鬼世界的女王。身體很龐大，但是哭泣的話身體會變小。興趣是恐怖政治。
愛好
鬼子母神最小的女兒（第500個小孩）。無法接受哥哥姊姊留下來的內褲而沒穿內褲。
加牟波理入道
河太勝平
在黑郎學校游泳池練習游泳的河童小孩。背上的甲殼是浮板，沒有那個的話就不會游泳。之後和琴子練習游泳後便可以不靠甲殼游泳。五行的屬性是「水」。
生方鳥衣
正體是姑獲鳥。經營山裡面的兒童設施。將無父無母的孤兒們當成自己的親生孩子一樣疼愛。
犬神
吸血鬼也被人們稱作「修羅」。曾經差點毀滅人界以及妖界的存在，不過被「巫女春日HAYATAKE」拔掉心臟並封印。現在被迷途鬼羅睺喚醒，為了完全復活，需要「巫女春日HAYATAKE」的子孫春日琴子的心臟。
乙姬濕女的妹妹，也可以說是黑郎的家人。
獏
網切
計都迷途鬼之一，被四天王監視監禁，後逃出。跟婆稚一起想阻止羅睺，趁婆稚帶走春日琴子時阻擋黑郎等人。
婆稚迷途鬼之一，被四天王監視監禁，後逃出。希望阻止羅睺，為了避免吸血鬼完全復活，擄走春日琴子。
羅睺迷途鬼之一，被四天王監視監禁，後逃出。婆稚的哥哥。為了破壞世界，而喚醒吸血鬼。

### 幽靈
穗村惠里繪
和繪衛一同生活的少女。90年前就已經死了，但是被以黑郎為目標的鬼們以結界關在高級公寓裡。

## 用語
五行
靈體分為水、土、木、金、火五種屬性。
荒之王
「陰陽五行」...不只存在於大自然之中。在肉體上就是「五臟」...在情緒上就是「喜怒哀樂」和「怨」...人與妖，陰與陽，包容世上的清濁，接納一切的「五行」...有時為人心帶來清明安寧...有時以暴戾之神的姿態，為世界帶來浩劫。令人畏懼的靈魂－－－此人物在妖界...被稱為「荒之王」。當天地昏暗，尚未劃分明確的時候...有一場爭奪世界霸權的大戰...在那場戰鬥之中...有個生而為人，卻發揮無比力量，令眾神驚訝的人物－－－有時像慈悲的母親，有時嚴厲如鬼神，像父親一般...擅長操縱「五行」，為了人類與妖怪而戰鬥......我們妖怪稱他為...「荒之王」。以上為阿又所說。
式神
式神若無法成功殺掉目標的話，會回頭襲向術者。
呪
骷髏
妖界懸賞金的單位。表示那個人的強度。

## 出版書籍
| 冊數 | 講談社         | 講談社                 | 東立出版社     | 東立出版社             |
| 冊數 | 發售日期       | ISBN                   | 發售日期       | ISBN                   |
| ---- | -------------- | ---------------------- | -------------- | ---------------------- |
| 1    | 2007年6月15日  | ISBN 978-4-06-363849-3 | 2007年11月7日  | ISBN 978-986-10-0757-1 |
| 2    | 2007年8月17日  | ISBN 978-4-06-363873-8 | 2007年12月20日 | ISBN 978-986-10-0758-8 |
| 3    | 2007年10月17日 | ISBN 978-4-06-363905-6 | 2007年12月20日 | ISBN 978-986-10-0842-4 |
| 4    | 2007年12月17日 | ISBN 978-4-06-363932-2 | 2008年3月10日  | ISBN 978-986-10-1190-5 |
| 5    | 2008年2月15日  | ISBN 978-4-06-363954-4 | 2008年6月2日   | ISBN 978-986-10-1488-3 |
| 6    | 2008年4月17日  | ISBN 978-4-06-363977-3 | 2008年7月25日  | ISBN 978-986-10-1746-4 |
| 7    | 2008年6月17日  | ISBN 978-4-06-384007-0 | 2008年8月12日  | ISBN 978-986-10-2037-2 |
| 8    | 2008年9月17日  | ISBN 978-4-06-384045-2 | 2009年2月26日  | ISBN 978-986-10-2584-1 |
| 9    | 2008年12月17日 | ISBN 978-4-06-384078-0 | 2009年3月20日  | ISBN 978-986-10-3005-0 |
| 10   | 2009年3月17日  | ISBN 978-4-06-384114-5 | 2009年9月28日  | ISBN 978-986-10-3537-6 |
| 11   | 2009年8月17日  | ISBN 978-4-06-384174-9 | 2009年11月27日 | ISBN 978-986-10-4341-8 |
| 12   | 2009年12月17日 | ISBN 978-4-06-384223-4 | 2010年6月11日  | ISBN 978-986-10-5019-5 |
| 13   | 2010年5月17日  | ISBN 978-4-06-384299-9 | 2010年9月27日  | ISBN 978-986-10-5775-0 |
| 14   | 2010年11月17日 | ISBN 978-4-06-384398-9 | 2011年5月30日  | ISBN 978-986-10-6840-4 |
| 15   | 2011年3月17日  | ISBN 978-4-06-384460-3 | 2011年6月17日  | ISBN 978-986-10-7517-4 |

## 關連項目
- 日本妖怪列表

## 外部連結
- （日語）週刊少年Magazine官方網站內的介紹（页面存档备份，存于）